# Tiazolidinediona
As tiazolidinedionas (TZDs), também conhecidas como glitazonas, são uma classe de fármacos antihiperglicêmico sem uma variedade de insulino-resistente e modelos animais diabéticos diabetes mellitus tipo 2 e outras enfermidades relacionadas. Foram introduzidas no final dos anos 1990s. As tiazolidinedionas melhoram a sensibilidade dos tecidos brancos à insulina por atuar como agonistas seletivos de receptores da insulina localizados no núcleo celular. Os exemplos de fármacos mais utilizados dessa classe são as pioglitazonas, rosiglitazonas, troglitazonas e ciglitazonas. Eles não causam hiperglicemia em pessoas normais ou diabéticas. E a administração desses medicamentos em conjunto com a insulina não potencializa o efeito da insulina (Goodman and Gilman`s - The pharmacological basis of therapeutics). 

## Mecanismo de ação
Tiazolidinedionas ou TZDs atuam ativando receptores ativados por proliferador de peroxissomo (PPARs, da sigla em inglês), um grupo de receptores nucleares, com maior especificidade para PPAR (gama). Os ligantes endógenos para estes receptores são ácidos graxos livres (FFAs) e eicosanóides. Quando ativado, o receptor liga-se a DNA, em complexo com o receptor de retinóide X (RXR), um outro receptor nuclear, aumentando a transcrição de uma série de genes específicos e diminuindo a transcrição de outros.